# Arnaldo Vasconcelos
Arnaldo Vasconcelos (Camocim, 18 de abril de 1937 – Fortaleza, 26 de maio de 2017) foi um jurista, advogado e filósofo brasileiro, professor da Universidade Federal do Ceará e da Universidade de Fortaleza.
Foi autor de obras de projeção nacional sobre teoria da norma jurídica e análise crítica da teoria pura do direito de Hans Kelsen. Era membro da Academia Cearense da Língua Portuguesa e do Instituto Brasileiro de Filosofia.

## Biografia
Arnaldo Vasconcelos formou-se em direito pela Universidade Federal do Ceará em 1965 e em filosofia pela Faculdade de Filosofia de Fortaleza no ano seguinte. Concluiu o mestrado em direito pela Universidade Federal do Rio de Janeiro em 1977 e o doutorado pela Universidade Federal de Pernambuco em 2002. Recebeu, também, o título de livre-docente da UFC em 1996.
Ingressou como professor da Universidade Federal do Ceará em 1966, aposentando-se desse cargo em 2002. Exerceu a função de coordenador do curso de direito da UFC e editou a revista acadêmica daquele curso. Lecionou na Universidade de Fortaleza a partir de 1999.
Foi conselheiro da seção cearense da Ordem dos Advogados do Brasil (1987 a 1993 e 1999 a 2001). Foi, também, funcionário do Banco do Nordeste desde 1958 até sua aposentadoria.
Entre outras instituições, foi membro da Academia Cearense de Letras Jurídicas, da Academia Cearense da Língua Portuguesa, do Instituto de Direito Comparado Luso-Brasileiro, do Instituto Brasileiro de Filosofia e do Instituto Clóvis Bevilácqua. À frente do Instituto Clóvis Bevilácqua, promovia reuniões aos sábados para debates filosóficos. Arnaldo era desses raros professores que não tinha alunos: tinha discípulos. Dentre estes, Rômulo Leitão, Márcio Diniz, Antonio Carlos Klein, Emílio Viana, José Menescal, Giovanni Silva e José Vidal.
Defensor da filosofia jusnaturalista, era um crítico do positivismo jurídico, em especial da teoria pura do direito do austríaco Hans Kelsen.
Falecido em 2017, aos 80 anos de idade, encontra-se sepultado no Cemitério Parque da Paz, em Fortaleza.

## Livros
São os livros publicados por Arnaldo Vasconcelos, considerando-se as edições mais recentes:
- Teoria da Norma Jurídica. 7ª. ed. Florianópolis: Conceito Editorial, 2016.
- Temas de Epistemologia Jurídica, vol. III. Fortaleza: EdUECE/UNIFOR, 2012 (organizador, junto a Tércio Aragão Brilhante e Evanna Soares).
- Teoria Pura do Direito: repasse critico de seus principais fundamentos. 2ª. ed. Rio de Janeiro: GZ, 2010.
- Temas de Epistemologia Jurídica, vol II. Fortaleza: UNIFOR, 2009 (organizador, junto a Renata Neris Viana e Nilsiton Rodrigues de Andrade Aragão).
- Temas de Epistemologia Jurídica, vol. I. 2ª. ed. Fortaleza: Gráfica Unifor, 2008 (organizador, junto a Maria Neves Feitosa Campos e Gustavo Tavares Cavalcanti Liberato).
- Direito, Humanismo e Democracia. 2ª. ed. São Paulo: Malheiros, 2006.
- Direito e Força. Uma Visão Pluridimensionada da Coação Jurídica. São Paulo: Dialética, 2001.